# Neobuxbaumia sanchezmejoradae
Neobuxbaumia sanchezmejoradae är en kaktusväxtart som beskrevs av A.B. Lau. Neobuxbaumia sanchezmejoradae ingår i släktet Neobuxbaumia och familjen kaktusväxter. Inga underarter finns listade i Catalogue of Life.